# Resident Evil: Apokalipsa
Resident Evil: Apokalipsa (eng. Resident Evil: Apocalypse) je američki horor iz 2004., čija je radnja temeljena na istoimenom serijalu videoigara. Radnja se nastavlja se iz prvog filma Resident Evil, kada znastvenici korporacije Umbrelle otvaraju vrata "Košnice", tj. podzemne istraživačke ustanove smještene milju ispod Raccoon Cityja. 
Glavne uloge u filmu, koji je svoju premijeru u SAD-u doživio 10. rujna, a u Australiji 21. listopada 2005., tumače Milla Jovovich, Sienna Guillory i Oded Fehr.
Nakon ovog filma uslijedio je nastavak Resident Evil: Istrebljenje, a planiraju se i nastavci. 

## Vanjske poveznice
- Službena stranica
- Resident Evil: Apokalipsa u internetskoj bazi filmova IMDb-a